# Sanctuaire naturel d'État de Stepnoi
Le sanctuaire naturel d'État de Stepnoi (en russe : государственный природный заказник "Степной"; également réserve naturelle de Stepnoy) est une zone protégée située dans le raïon de Liman, dans l'oblast d'Astrakhan, en Russie.

## Description
Le sanctuaire a été déclaré en 2000 pour assurer le maintien d'un complexe naturel unique de steppe de Stipa fournissant un habitat pour l'antilope saïga (Saiga tatarica tatarica) et un certain nombre d'autres espèces animales et végétales menacées d'extinction . Le sanctuaire couvre une superficie de 1 094 kilomètres carrés. Le programme de surveillance commencé en 2004 a montré que le sanctuaire est un territoire important pour la survie de l'antilope saïga en danger critique d'extinction ,. Les saigas habitent le sanctuaire et les régions voisines de Kalmoukie tout au long de l'année. Le sanctuaire de Stepnoi offre un territoire bien protégé pour les saigas. Plusieurs puits artésiens dans le sanctuaire servent de trous d'eau et de pierres à lécher pour la saiga. Le rôle de ces puits sans perturbation humaine devient particulièrement important pendant la période de vêlage lorsque les femelles gestantes et les femelles avec des veaux nouveau-nés ne sont pas en mesure de se déplacer sur de longues distances . Ces points d'eau sont régulièrement visités par les antilopes saïgas du printemps à la fin de l'automne . Le sanctuaire de Stepnoi fournit également un habitat important à de nombreuses espèces d'oiseaux en voie de disparition et localement rares telles que l'aigle des steppes (Aquila nipalensis), l'aigle impérial oriental (Aquila heliaca), la grue demoiselle (Grus virgo), la glaréole à ailes noires (Glareola nordmanni), la petite outarde (Tetrax tetrax), etc   .

## Voir également
- Alliance de conservation Saiga
- Centre de ressources Saiga